# K-Hito
Ricardo García López, más conocido por K-Hito (Villanueva del Arzobispo, 3 de abril de 1890-Madrid, 31 de enero de 1984), fue un escritor, cronista taurino, caricaturista, historietista, productor, pintor, director de cine y editor de revistas español, adscrito a la generación del 27. Tomó el seudónimo de K-Hito como una manera jocosa de considerarse «el emperador de la historieta española», al estilo de Hirohito. 

## Biografía

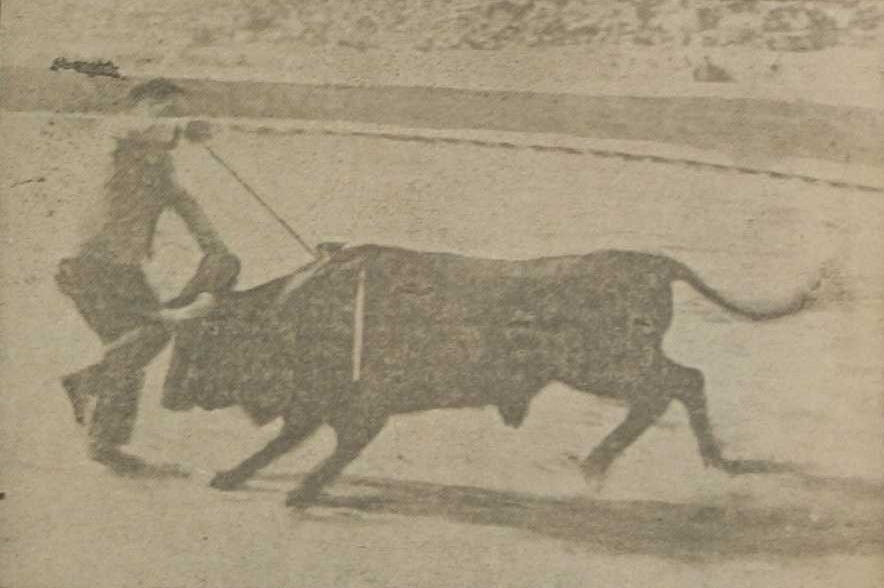
K-Hito entrando a matar durante una corrida de toros en Valencia (1913)

Nacido el 3 de abril de 1890 en la localidad jienense de Villanueva del Arzobispo, pasó su juventud en Alicante, siendo amigo y colaborador de Gabriel Miró. Siempre estuvo en contacto con su pueblo, que, en 1949, le dedicó una calle y le convirtió en hijo predilecto.
Colaboró en revistas como La Traca, El Chorizo Japonés, Gutiérrez, Pinocho; y en el Diario de Valencia, del que fue dibujante. Además, fue director de tres revistas, entre ellas Macaco (1928-1930). En sus revistas creó algunos caracteres muy famosos, tales como 'Gutiérrez', 'Macaco', 'Currinche' y 'Don Turulato'.

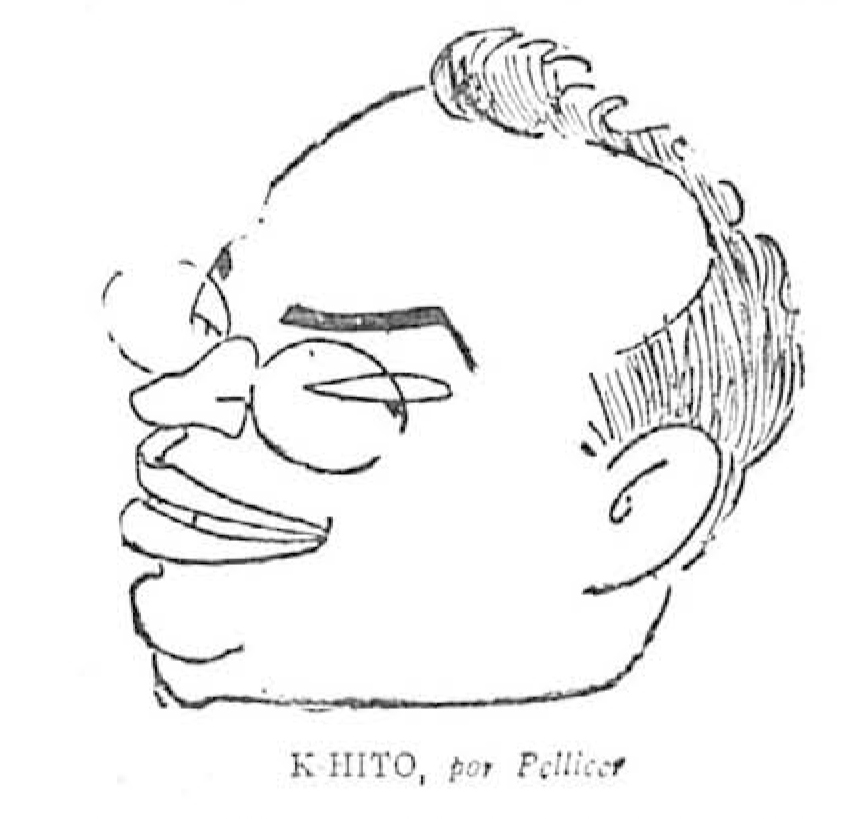
Caricaturizado por Pellicer (El Imparcial, 1926)

Dirigió y escribió también varios cortos de animación, como En los pasillos del Congreso (1932) o Francisca, la mujer fatal (1934).
A él se debe el rebautizo de Manolete como el Monstruo. En una ocasión, K-Hito consiguió que Manolete y Carlos Arruza, enemigos irreconciliables, se dieran un abrazo en Villanueva del Arzobispo dejando a un lado los problemas que les dividían.
Cuando quería ayudar a alguien lo hacía sin límites.[cita requerida] En los años 1950, en una ocasión, habiendo visto torear al mexicano Carmelo Torres, en una época en que era muy difícil para los aztecas torear en España, publicó en su columna en un juego de palabras «Me declaro CARMELISTA».

## Valoración
Maestro de la caricatura y de la crítica taurina, demostró un gran valor literario como articulista y como autor de varios libros. Hizo más de diez mil caricaturas y solía decir que hubiera tenido más éxito como pintor que escribiendo. Fue hombre de ingenio chispeante, de gracia espontánea, de caricaturas certeras, de versos divertidos y de chistes muy humanos y oportunos. La pluma y el lápiz de K-Hito estuvieron desprovistos siempre de veneno, de insidia o de mala intención.
Es considerado como uno de los pioneros y de los mejores directores de cine en animación de la era, comparable en su momento mundialmente con Walt Disney o Max Fleischer —creador de Betty Boop—.[cita requerida]

## Obra

### Cinematográfica
- 1932: En los pasillos del congreso, como director y escritor
- 1932: Falsa noticia de fútbol, como director y escritor
- 1932: El Rata primero, como director y escritor
- 1932: La vampiresa Morros de Fresa, como director y escritor
- 1934: Francisca, la mujer fatal, como director y escritor

### Literaria
- 1940: Carmen y Raphael
- 1947: Manolete ya se ha muerto. Muerto está que yo lo vi
- 1948: Yo, García
- 1950: ¡Hasta luego!
- 1954: Anda que te anda
- 1973: El álbum de K-Hito

## Pinturas
- Bodegón con prismáticos (1960)[8]
- Bodegón con viandas de Alicante